# Elaphocera syriaca
Elaphocera syriaca är en skalbaggsart som beskrevs av Ernst Gustav Kraatz 1882. Elaphocera syriaca ingår i släktet Elaphocera och familjen Melolonthidae. Inga underarter finns listade i Catalogue of Life.